# Pörgettyűs iránytű

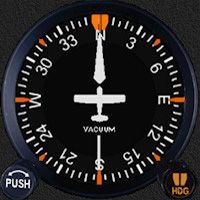
Pörgettyűs iránytű szemből

A pörgettyűs iránytű (kevésbé széleskörűen elterjedt, de sokkal helyesebb megnevezése: pörgettyűs irányjelző) műszer, mely az iránytűkhöz hasonló feladatot lát el járműveken, elsősorban repülőgépeken, de a hagyományos iránytűre ható földmágnesesség nincs rá hatással. 
A műszer azt a jelenséget használja ki, hogy egy súlypontjában igen gyorsan megpörgetett test igyekszik megtartani a forgási síkját. Mivel a leginkább elterjedt magyar megnevezés megtévesztő, ezért érdemes megjegyezni, hogy angolul például Heading Indicatornak, azaz közelítőleg haladási irányjelző-nek vagy útirányjelző-nek nevezik, utalva ezzel arra, hogy ez a műszer nem iránytű. Megemlítendő továbbá, hogy létezik olyan – szintén giroszkópot tartalmazó – speciális kialakítású eszköz is, amellyel megtalálható a Föld forgástengelye által kijelölt északi sarkpont. Ez a giroszkópikus iránytű. Erről és az egyes műszerek közötti különbségről az iránytű szócikkben lehet olvasni.

## Működési elv
A mágneses iránytű sajátosságai miatt - főleg a repülésben - szükség volt egy olyan eszközre, amivel ki lehet küszöbölni a rezgések, rázkódások, gyakori fordulók és az intenzív manőverek az iránytű szabadon lengő mutatójára gyakorolt hatásait. A pörgettyűs iránytűben egy három szabadságfokú, nagy sebességű forgórendszer (pörgettyű, idegen szóval giroszkóp) található, melynek főtengelye párhuzamos a repülőgép kereszttengelyével (szárnyaival). A műszerben csak a függőleges keret elmozdulását használják fel, ami a forduló nagyságával és irányával arányosan mozgatja a fokbeosztással ellátott tárcsát. A pörgettyű forgásához szükséges meghajtás lehet vákuumos, ami származhat a repülőgépmotor által hajtott vákuumszivattyúból, illetve lehet elektromos, amikor a műszerbe épített apró villamos motor gondoskodik a meghajtásról. Ebből kifolyólag a pörgettyűs iránytű csak a megfelelő meghajtás megléte esetén, egy nagyobb rendszer tagjaként működik, és használata előtt minden esetben hozzá kell igazítani egy aktuálisan leolvasott mágneses iránytűhöz. 
A pörgettyűs iránytű tehát önmagában nem használható pontos irányjelzésre, mivel a pörgettyű megállásakor az irányjelző skála éppen aktuális helyzete lesz a következő felpörgetés utáni kiindulópont, amihez képest az elfordulásokat jelezni fogja, valamint a forgás lassulása és megállása rögzítés hiányában elállítja a skálát. A gyakorlatban normál működés közben is a skálát félóránként hozzá kell igazítani egy mágneses iránytűhöz, mert kismértékben ugyan, de folyamatosan „elmászik” a tényleges iránytól, a pörgettyű és a skála mechanikus részeinek súrlódása, illetve a Föld forgása (lásd: Coriolis-erő) miatt. A repülőgépeken ezért mindig van mágneses iránytű is, általában a fémrészektől a lehető legtávolabb, az ablak felső szélénél. A pörgettyűs műszerek nagy előnye, hogy a szokásos függőleges állású skálával egyszerűen illeszthetők a műszerfalba, és ezeket nem kell a fémrészektől illetve az elektromos alkatrészektől távol beépíteni. Ha a pörgettyűre egy külső erő nyomatéka hat, ami a főtengelyének valamelyik síkban való elforgatására törekszik, akkor a főtengely a fellépő precessziós erő hatására erre a síkra merőlegesen elmozdul. Az elmozdulás mértéke pedig egyszerű fogaskerékáttételen keresztül megjeleníthető a skálán.
Harckocsik víz alatti átkelésénél is nélkülözhetetlen a használata, víz alatt a látótávolság ugyanis gyakorlatilag nulla, mágneses iránytű pedig a zárt acél páncéltest miatt használhatatlan. Az iránytartás a fenéken csak giroszkópos támogatással lehetséges.
Ugyanezen az elven alapul a műhorizontnak nevezett műszer működése is, ott azonban a három szabadsági fokú pörgettyű nem a gép hossztengelyének irányát hanem a gép abszolút helyzetét jelzi ki.

## A műszer védelme

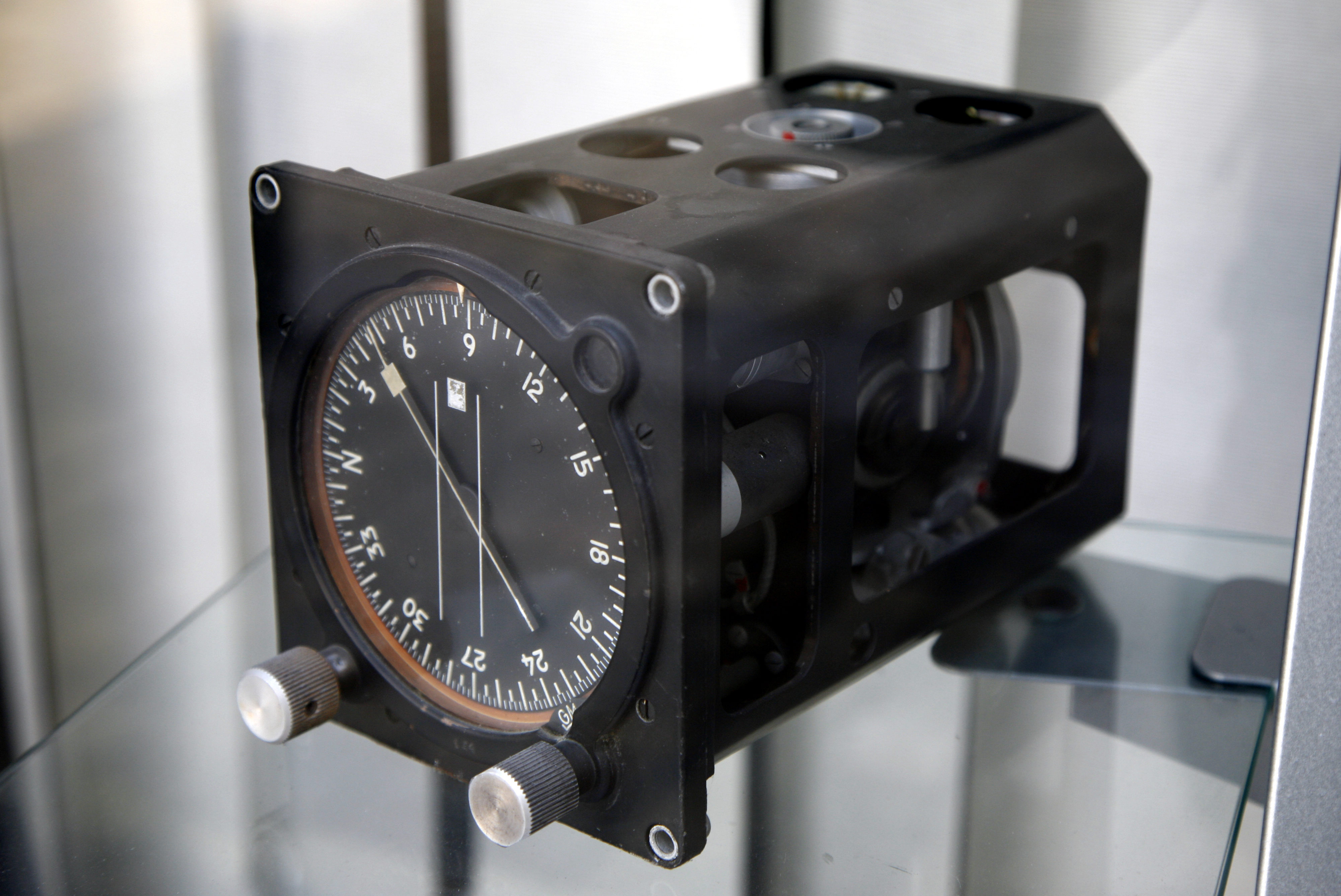
Pörgettyűs iránytű bemutató modellje

Mivel a pörgettyű igen nagy sebességgel forog (20-50 ezer fordulat/perc) ezért szükség van egy úgynevezett rögzítőre is (idegen szóval: arretáló). Ez akadályozza meg a helytelen imbolygó kijelzést amíg a giroszkóp felpörög, illetve amikor megáll. Arretálással lehet a skála mechanikájának túlzott igénybevételét és a finom csapágyak beverődését is megelőzni például műrepülés közben.
A második világháború légicsatái során fellépő durva túlterhelések ellen is így lehetett az akkoriban készült érzékeny műszereket megvédeni. Létezik elektromechanikus automata arretáló szerkezet is, ami addig fogva tartja a giroszkópot befogó kereteket, amíg nincs meg a megfelelő fordulatszám. Így mind induláskor, mind pedig a meghajtás lekapcsolásakor a giroszkóp keretei fix helyzetben vannak. A manuális rögzítőre sokféle megoldás létezik, de legtöbbször az irányjelző tárcsa beállítására szolgáló forgatógomb meghúzásával lehet elvégezni. Az adott műszerekre jellemző tulajdonságokat minden esetben a repülőgép légiüzemeltetési utasítása tartalmazza.